# Harold O.J. Brown
Harold O.J, Brown (n. 1933 – d. 2007) a studiat germanistica, biochimia, teologia și filosofia la Harvard, Marburg și Viena, iar apoi a devenit profesor de teologie biblică, teologie sistematică și bioetică la Trinity Evangelical Divinity School din Deerfield, Illinois (1975–1984; 1987–1999) și la Seminarul Teologic Reformat din Charlotte, Carolina de Nord (1998–2007).
Cărturar evanghelic foarte respectat, Brown a avut o perspectivă teologică ecumenică, scriind nenumărate cărți, eseuri și articole pe teme de teologie, istorie ecleziastică, bioetică și filozofie.

## Istoria ereziilor: Imaginea lui Isus Cristos în oglinda ereziilor și a ortodoxiei creștine
Cartea lui Harold Brown, publicată la Editura Humanitas este o adevărată enciclopedie care parcurge întreaga istorie a creștinismului din perspectiva relației dialectice dintre ideile ortodoxe și ideile eretice.

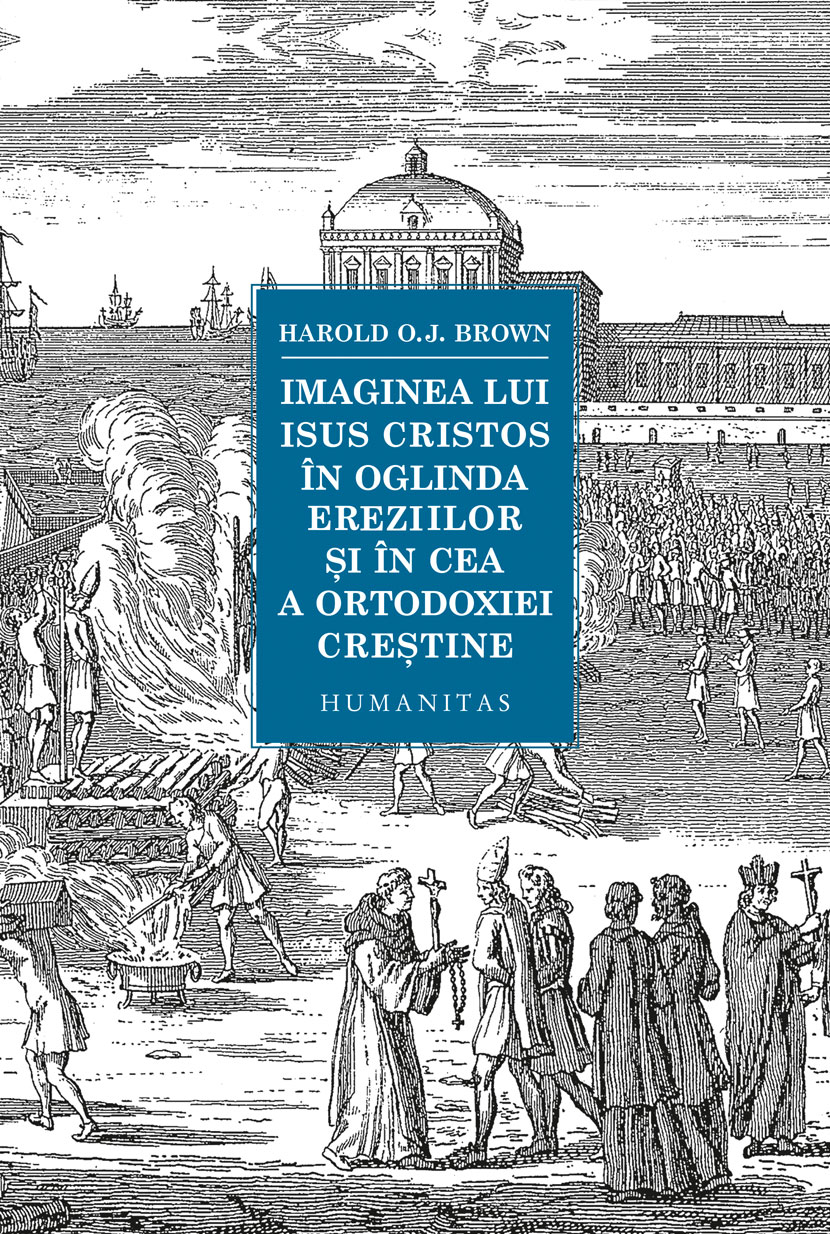
Imaginea lui Isus Cristos în oglinda ereziilor și în cea a ortodoxiei creștine

Poate că nici un cuvânt nu a stârnit atâta teamă, tulburare, pasiune și, din nefericire, nici un alt cuvânt nu a înălțat ruguri sau eșafoduri precum controversatul termen de „erezie“. La origine, erezia (în grecește haíresis) denumea o alegere rațională și pe deplin liberă – de aici și înțelesul de „școală filozofică, facțiune“. Chiar comunitatea primilor „creștini“ (evreii care credeau că Isus este Mesia și/sau Fiul lui Dumnezeu) era numită haíresis.
Dar cum s-a ajuns de la acest sens inițial, neutru și oarecum inocent, la acela de sectă diabolică, de conclav subversiv al unor oameni care răstălmăcesc credința adevărată, mânjind-o cu răutatea și fărădelegile lor vrednice de chinuri și de moarte? Dincolo de excesele instrumentalizării politice a ereziei, chiar există o credință originară, corectă, dreaptă și eternă, sau este vorba despre o alegere arbitrară din noianul de credințe ale creștinismului primitiv? 
Eruditul Harold O.J. Brown, specialist în istoria biblică și a Bisericii, ne oferă răspunsuri la aceste întrebări dintr-o perspectivă teologică ecumenică, invitându-ne la o călătorie prin toate marile „erezii“ care au zguduit Biserica creștină, de la origini până în prezent.
Harold O.J. Brown: „Epoca noastră este adesea numită post-creștină și, în consecință, este în mod necesar post-trinitară. Pe măsură ce cunoașterea Persoanelor Sfintei Treimi dispare din conștiința culturală a omului occidental, odată cu ea dispare și cunoașterea valorii indivizilor, a persoanelor umane, iar omul devine o marfă. Astfel, într-un mod ciudat, cea mai misterioasă dintre dogmele creștine, cea a Sfintei Treimi, și această ceartă aparent neînsemnată a teologilor asupra literei iota, este legată de modul în care oamenii se înțeleg pe sine și se tratează unii pe alții. O societate care nu a cunoscut niciodată creștinismul, cum ar fi cea a Greciei păgâne, poate dezvolta un umanism propriu, dar atunci când o societate deja creștină își pierde dogmele, își pierde o mare parte din umanitate odată cu ele.”
Teodor Baconschi: „Vă recomand cartea în discuție aici: e scrisă onest, cu o bază documentară impecabilă, și ne învață multe, inclusiv despre devalorizarea persoanei umane în democrațiile postmoderne (și oarecum post-creștine) care au uitat importanța conceptelor (hypostasis, prospon, physis, ousia etc.) cu care Părinții Bisericii – de la Atanasie cel Mare, trecând prin cappadocieni și Ioan Damaschin – au sondat misterul abisal al Dumnezeului trinitar.”

## Cărți
- Protestul unui protestant tulburat (1969)
- Creștinismul și lupta de clasă (1970)
- Moarte înainte de naștere (1977)
- Reconstrucția republicii (1977)
- Erezii: Imaginea lui Isus Cristos în oglinda ereziei și cea a ortodoxiei creștine (1984)
- The Sensate Culture (1996) [9]